# Reserva ecológica Ciudad Universitaria (Buenos Aires)
La Reserva Ecológica Ciudad Universitaria-Costanera Norte es un área protegida de la Ciudad Autónoma de Buenos Aires capital de la Argentina, situado en el norte de la ciudad, en el barrio porteño de Belgrano, entre la costa del Río de la Plata y la Ciudad Universitaria de Buenos Aires, que es el campus de la Universidad de Buenos Aires (UBA), la mayor entidad de educación superior del país. 

## Características generales

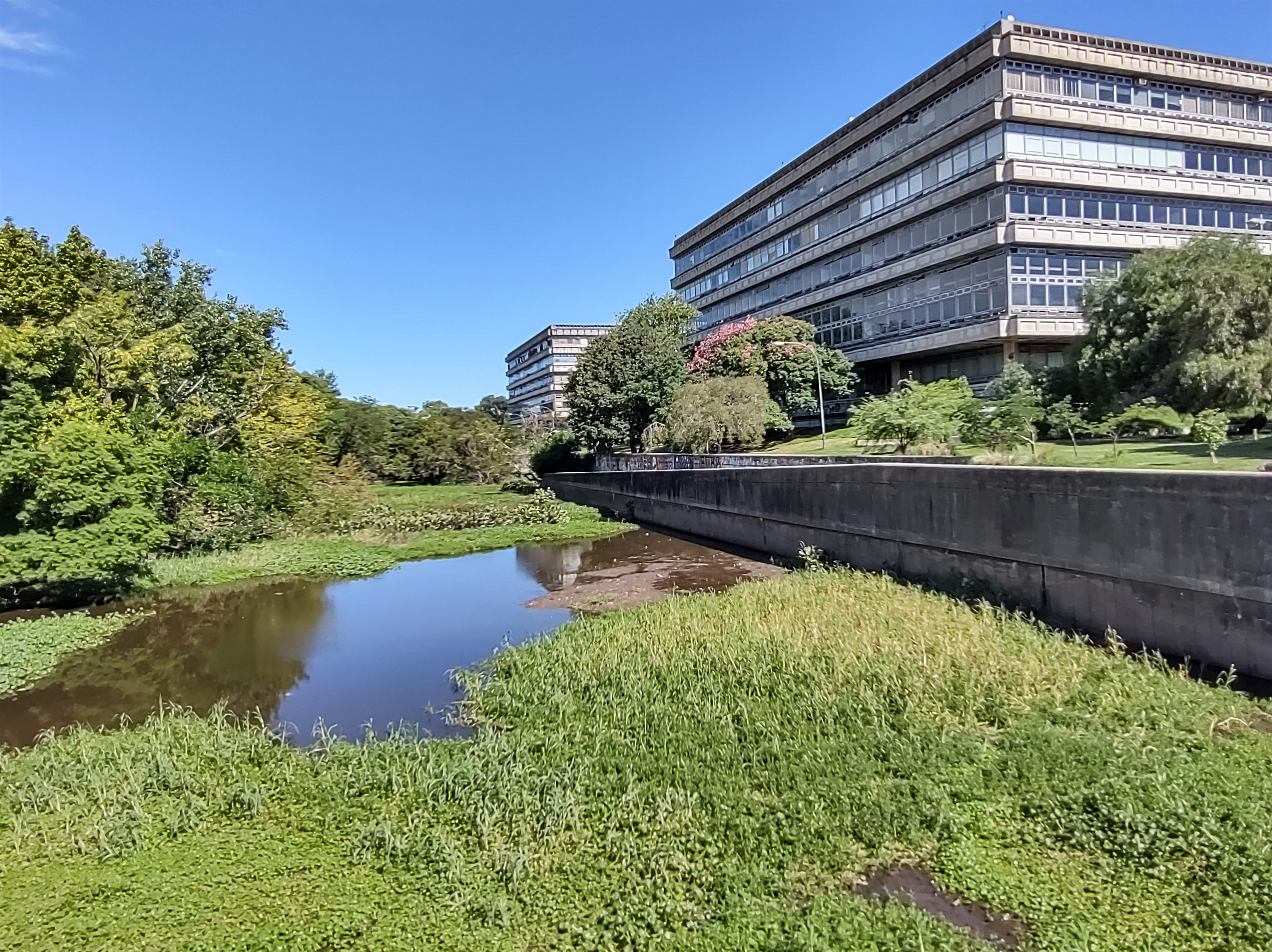
Vista de los pabellones de Exactas (atrás) y Arquitectura.

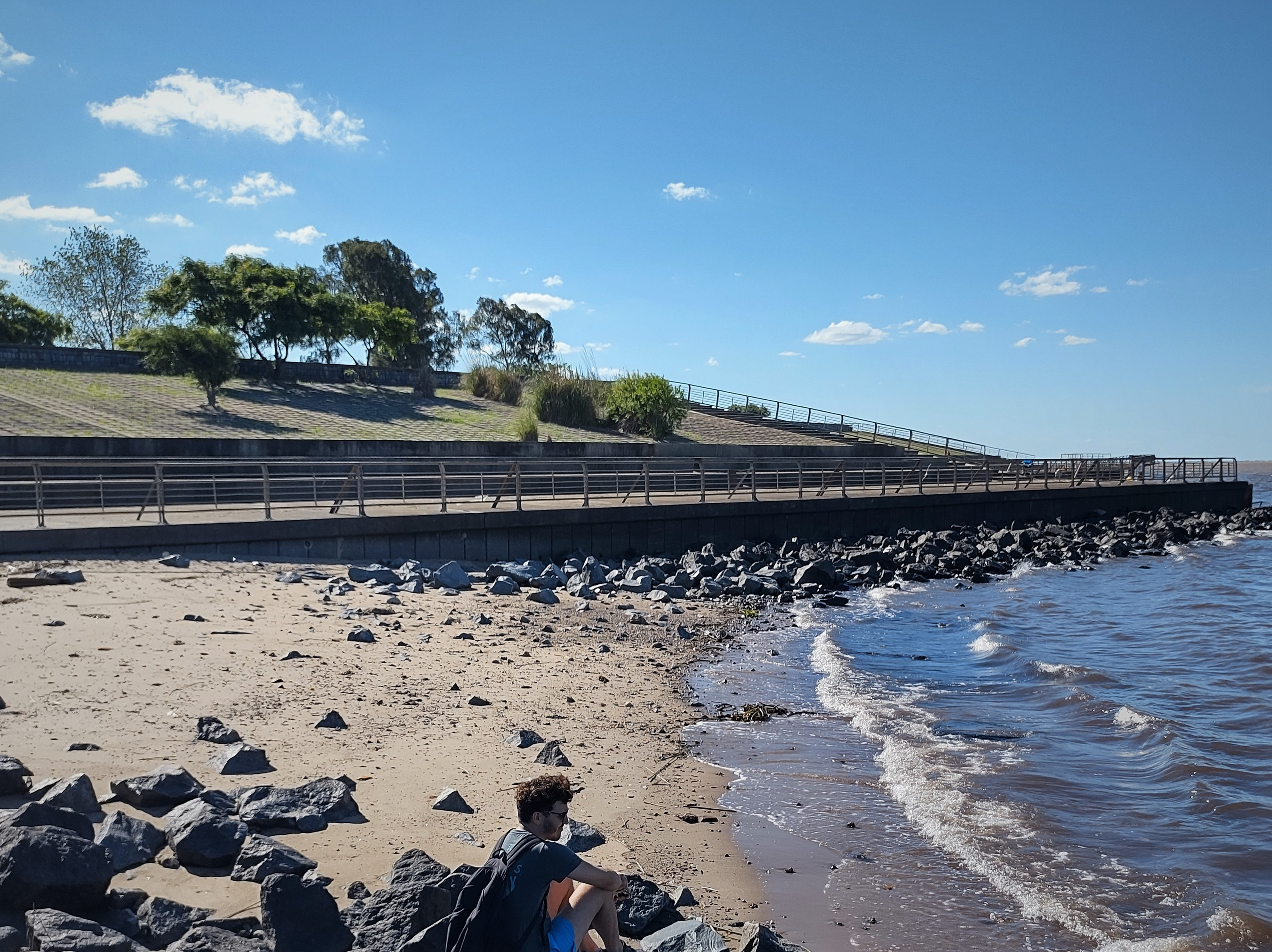
Río de La Plata.

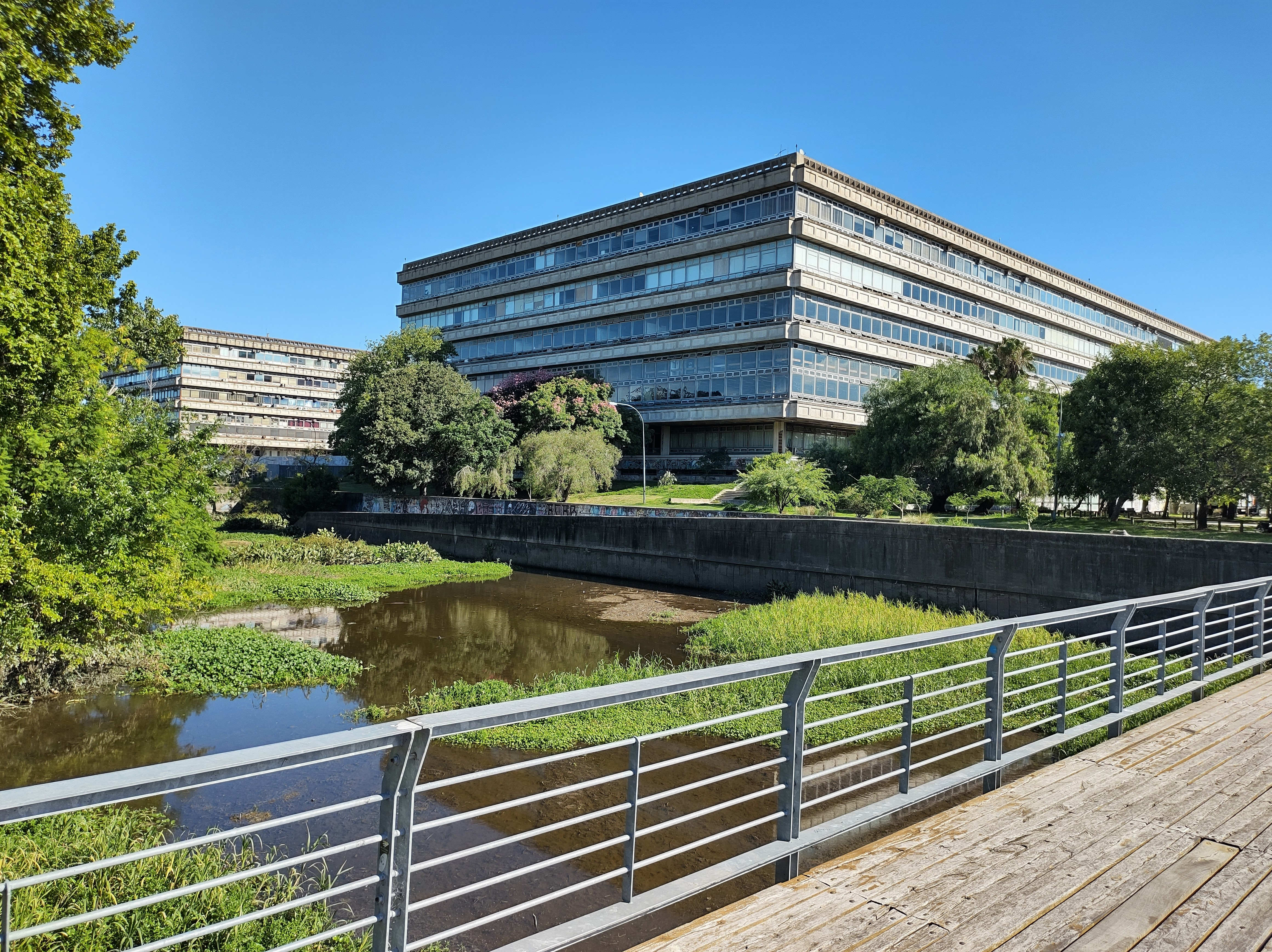
Camino interno.

El clima del área es subtropical marítimo, gracias a la acción morigeradora del gran río con aguas provenientes de latitudes intertropicales. La temperatura anual promedio es de 17,6 °C, y las precipitaciones anuales totalizan alrededor de 1150 mm, y están repartidas especialmente entre los meses cálidos. La entrada al área protegida se encuentra en las coordenadas: 34°32′23.54″S 58°26′38.62″O / -34.5398722, -58.4440611. Su superficie es de 18 hectáreas. Posee un largo de 730 metros y un ancho máximo de 250 metros. En invierno suelen presentarse suaves heladas.
El sector que bordea la península es inundado en las sudestadas. El agua permanece sobre él sólo algunas horas, actuando como aportes extras a la precipitación y manteniendo el subsuelo con agua dulce siempre disponible para las raíces de las leñosas.
Al ser una reserva natural urbana, sus roles principales son la educación e interpretación ambiental, la conservación de los recursos biológicos, la investigación científica, la participación de la ciudadanía y, por último, el esparcimiento de la población.

## Historia

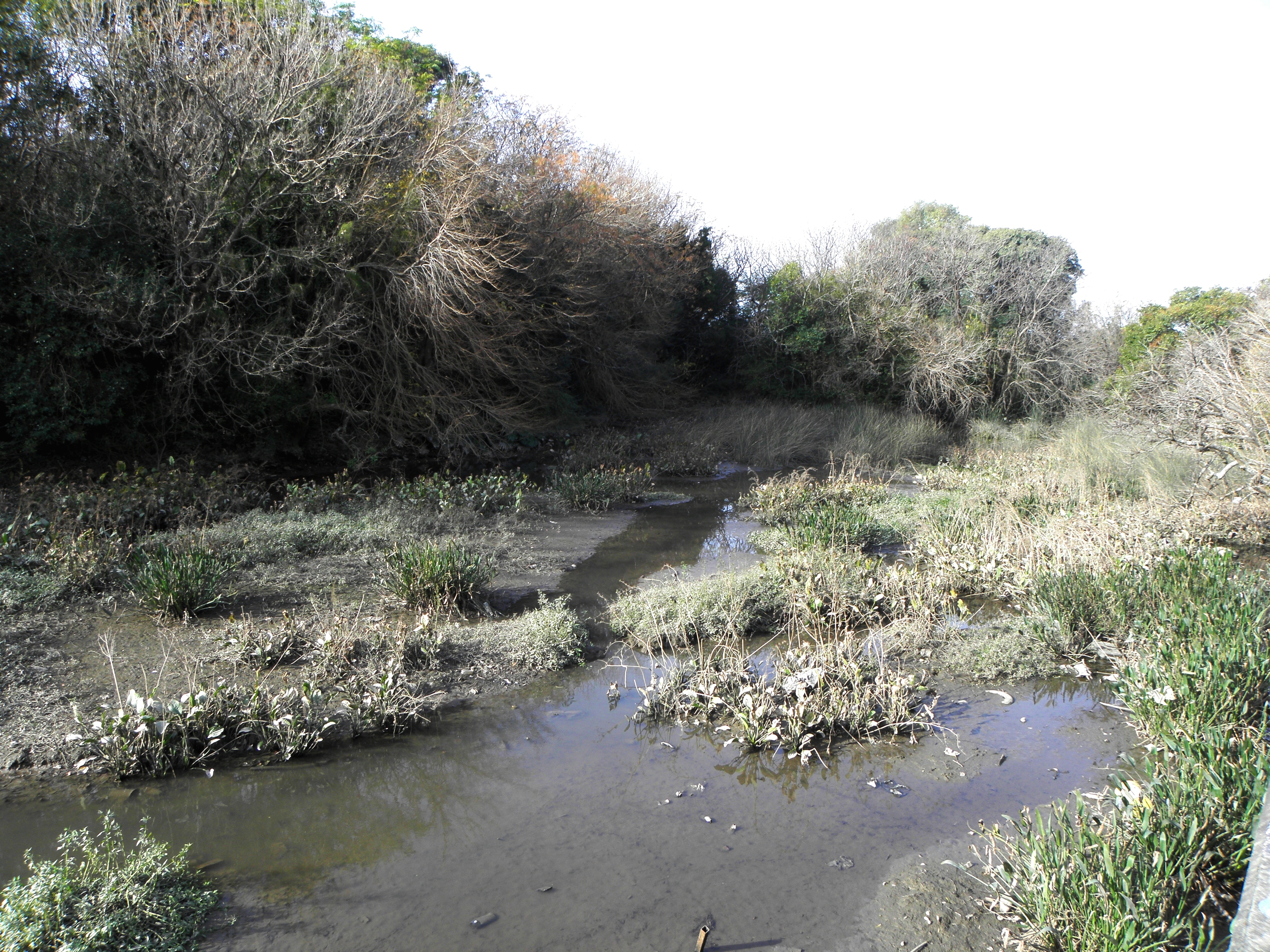
Reserva Ecológica Ciudad Universitaria-Costanera Norte

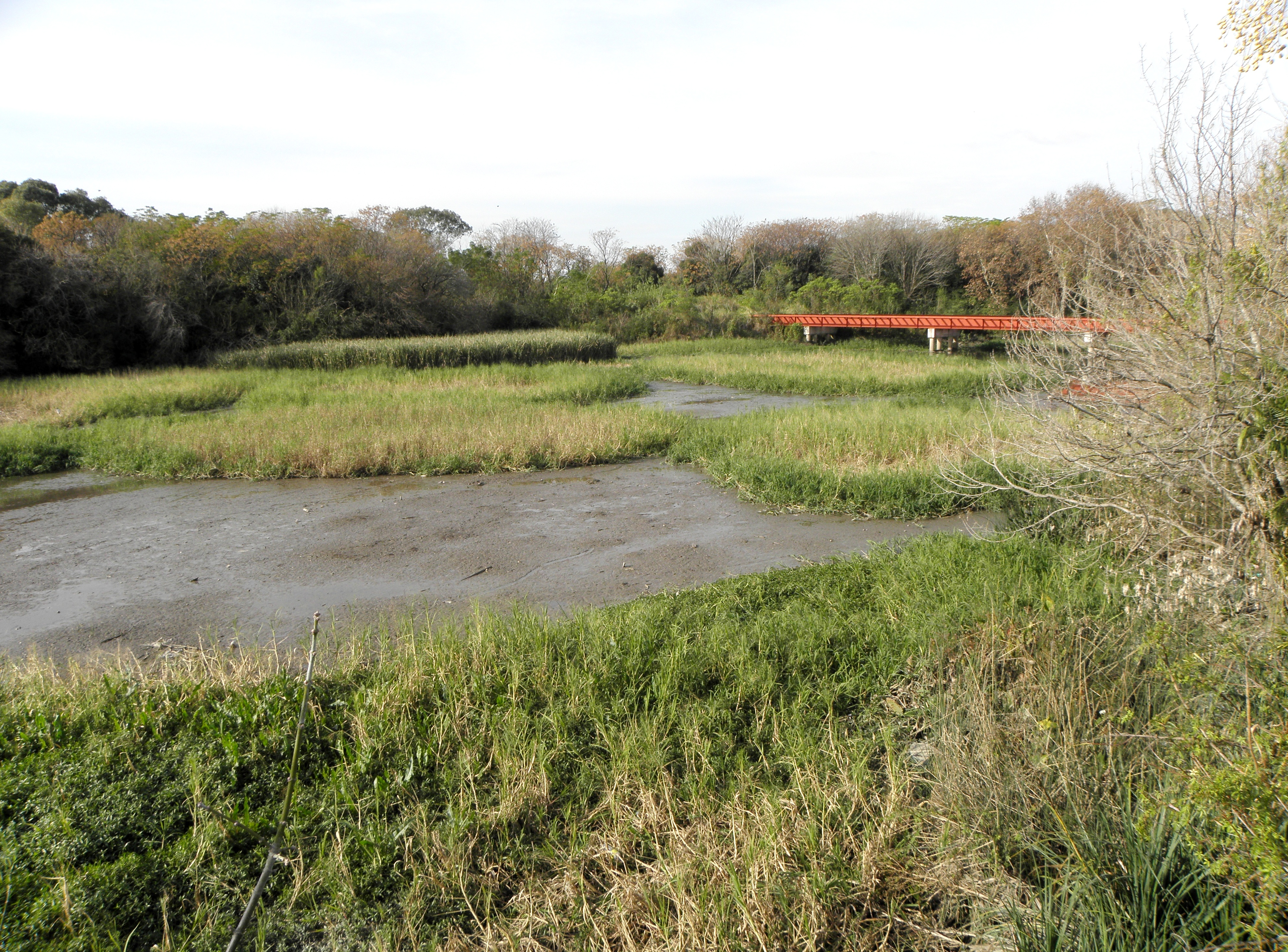

Frente a los pabellones II y III de la Ciudad Universitaria, en las décadas de 1960 y 1970 se fueron ganando terrenos al Río de la Plata mediante relleno con escombros con el objeto de aumentar las instalaciones de su campus. En 1980 se paralizó el proyecto, por lo que el área quedó en abandono, esa porción de tierras fue progresivamente ocupada por una densa vegetación silvestre, que creció de manera similar a lo ocurrido en la reserva ecológica Costanera Sur, gracias a la hidrodinámica del río. En este proceso se combinaron especies como ceibos, sauces criollos, y alisos de río —es decir, vegetación característica del delta del Paraná—, con talas y espinillos —árboles pertenecientes al subdistrito fitogeográfico del tala del distrito fitogeográfico del algarrobo, perteneciente a la provincia fitogeográfica del espinal—.
En la década de 1990 se sumaron al relleno los escombros de la Asociación Mutual Israelita Argentina (AMIA). Los terrenos rellenados encierran un golfo artificial conformado por una lengua de aguas del Río de la Plata, conocida por los alumnos de Ciudad Universitaria como el pantano, donde habita la fauna más interesante del predio, especialmente numerosas especies de aves, destacando los patos y las garzas, así como mamíferos, en especial coipos.
Desde la década de 1990,
hubo proyectos para crear una nueva reserva en la ciudad, debido a su valor ecológico y natural, e incluso su utilidad para los alumnos de la Facultad de Ciencias Exactas y Naturales. Se sumaría a la de la reserva ecológica de Buenos Aires, también denominada «reserva ecológica Costanera Sur», que ya poseía la ciudad.
A comienzos de 2006 el Gobierno de la Ciudad de Buenos Aires inició las obras del "Parque Natural", que significarían la destrucción de buena parte del hábitat silvestre para parquizar el área y transformarla en un lugar recreativo, conectado con el Parque de la Memoria y continuándose con el Parque de los Niños, y así conformando un eje costero de parques públicos.
A fines de diciembre de 2011 se reactivó el proyecto de reserva ecológica, lográndose el 1 de diciembre de 2011 que la legislatura de la ciudad sancione la ley N° 4096 de creación de la reserva ecológica Costanera Norte, ley que fue promulgada de hecho el 18 de enero de 2012, y publicada el 16 de febrero de 2012. En su artículo 1.º dice:

Creación. Créase la “Reserva Ecológica Costanera Norte“ en el polígono delimitado: al suroeste, por el muro de contención de la Ciudad Universitaria; al sureste, la desembocadura del Arroyo Vega y el Parque de la Memoria; al nornoreste, la Costa del Río de la Plata y al nor-noroeste la desembocadura del Arroyo White y la sede náutica del Club Universitario Buenos Aires.

Las autoridades de la UBA se opusieron, ya que les quitarían terrenos pertenecientes a su Ciudad Universitaria. Finalmente, en la sesión del jueves 14 de diciembre de 2012 la Legislatura porteña dio sanción definitiva al proyecto. En la actualidad posee más de 139 especies.
La actual reserva comprende al predio delimitado por la Ciudad Universitaria, la desembocadura del Arroyo White, el Parque de la Memoria, la Costa del Río de la Plata y la Sede del Club Universitario de Buenos Aires, cada año a partir de nuevos rellenos se extiende sobre terrenos ganados al río.

### Parque de la Memoria

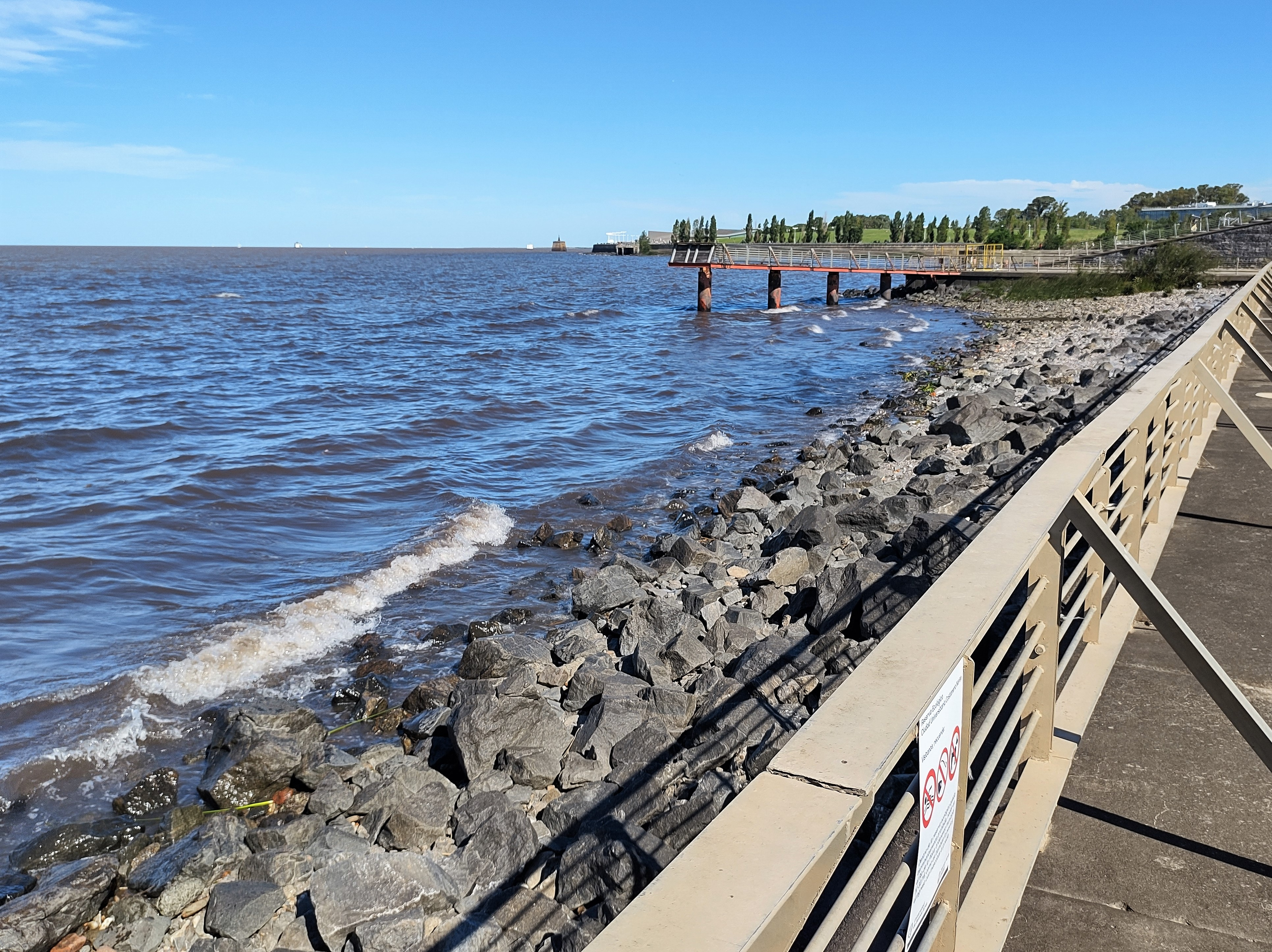
Río de La Plata y al fondo: Parque de la Memoria.

En la parte externa de la península proyectada como reserva, se construyó un área de escalinatas y muelles que complementan a un cenotafio levantado inmediatamente hacia el sur, denominado Parque de la Memoria el cual cumple el destino de recordar a las víctimas del terrorismo de Estado durante la última dictadura militar, en especial las del régimen de facto ilegal autodenominado «Proceso de Reorganización Nacional». Su construcción fue decidida por la Legislatura de la Ciudad Autónoma de Buenos Aires mediante la ley 46, y aprobada el 21 de julio de 1998. Con esta acción, la reserva perdió 14 hectáreas, incluyendo todo el frente del Río de la Plata, sectores que eran vitales para poder sostener una mayor biodiversidad de especies, y aumentar las variantes de los ecosistemas protegidos.

### Aldea Gay
A fines de la década de 1980, se conformó un asentamiento autodenominado "La Aldea", habitado por una comunidad homosexual. Posteriormente, se incorporaron ocupantes heterosexuales y fue tomando el aspecto de una villa miseria. Llegaron a vivir 100 personas, que en julio de 1998 fueron trasladadas en su totalidad a hoteles y hogares del Gobierno de la Ciudad. El asentamiento volvió a formarse, y en julio de 2006 fue nuevamente relocalizado, brindando viviendas a las 87 familias, como parte de un plan de urbanización y erradicación de villas encarado por el Instituto de Vivienda de la Ciudad, y en el marco del proyecto de creación de la reserva.

### Velatropa
En el año 2007, un conjunto de estudiantes y naturistas formó la eco-aldea "Velatropa" (en el campus de ciudad universitaria, cercano a la actual reserva) un centro de experimentación y educación medio ambiental que invita al contacto con la naturaleza silvestre e intenta encarnar una alternativa a la tradicional sociedad de consumo. 
La misma contaba con dos antecedentes en los años (1994 y 2000) y fue impulsada especialmente por estudiantes de la Facultad de Ciencias Exactas y Naturales, de la Facultad de Arquitectura Diseño y Urbanismo, ciudadanos argentinos y de diversas nacionalidades, miembros de organizaciones sociales etc.

Fue desalojada en el año 2018. La UBA, dueña del terreno –unas tres hectáreas en los cimientos del pabellón 5, que nunca se construyó- pidió la desocupación pues el lugar no era parte reserva ecológica. Se recuperaron el alambrado y las luminarias que estaban tapadas y se desmalezó el lugar para poder circular, por razones de seguridad.

## Administración
La reserva es administrada por una comisión que integrarán el Ministerio de Ambiente del gobierno porteño, diversas organizaciones no gubernamentales, y la Universidad de Buenos Aires, ya que esta última era la poseedora legal de los terrenos. Se ha desarrollado en el año 2007 un plan de manejo; la implementación del mismo posibilitará la conservación de su patrimonio paisajístico y biológico.

## Patrimonio biológico
Si bien la superficie de 18 hectáreas es pequeña, las características del predio lo hacen poseer una importante riqueza en biodiversidad. 
La Facultad de Ciencias Exactas y Naturales de la UBA, mediante sus investigadores, docentes y alumnos realizó un relevamiento de sus componentes biológicos, dando como resultado que el predio, en el periodo de su creación, poseía más de 200 especies de plantas, y un número similar de animales vertebrados terrestres, el que aumentaría mucho más si se enumeraran los peces que desde el Río de la Plata ingresan a su golfo, y se aumentara el relevamiento de su ornitofauna.
Esta reserva forma un eslabón más del rosario de reservas de la ribera derecha del Río de la Plata superior,  las que conforman un corredor de biodiversidad que une el delta del Paraná y se continúa por las reservas de parque natural Municipal Ribera Norte en San Isidro, la de Vicente López en el partido homónimo, Costanera Sur ya en la ciudad de Buenos Aires, y Punta Lara, en Ensenada.

## Visitas a la reserva
Esta reserva ecológica está ubicada en el barrio de Belgrano, en proximidades del Club Atlético River Plate, del Aeroparque Jorge Newbery y de las Avenidas Avenida Lugones/Int. Cantilo y Costanera Rafael Obligado.
Se accede gratuitamente, por su entrada en el puente que la conecta con los pabellones universitarios. Es ideal para paseos recreativos, o para avistar aves, plantas, insectos, y naturaleza en general.